# Viktor Bolkhovitinov
 (juin 2025).
Si vous disposez d'ouvrages ou d'articles de référence ou si vous connaissez des sites web de qualité traitant du thème abordé ici, merci de compléter l'article en donnant les références utiles à sa vérifiabilité et en les liant à la section « Notes et références ».
Viktor Fedorovich Bolkhovitinov (en russe : Виктор Фёдорович Болховитинов), né le 4 février 1899 et mort le 29 janvier 1970, est un ingénieur soviétique et le chef d'équipe de développement de l'avion Bereznyak-Issaïev BI-1. Il est également le principal concepteur du bombardier Bolkhovitinov DB-A (en) nommé d'après lui.

## Biographie
Viktor Fedorovich Bolkhovitinov naît en 1899.
Parmi les premiers diplômés de l'Académie des ingénieurs de l'Armée de l'air Joukovski, il travaille sur le développements de plusieurs avions bombardiers.
En 1940, il obtient son propre bureau d'étude expérimental, l'OKB-293, lequel fusionne en 1944 avec l'institut de propulsion par réaction NII-3 pour devenir le NII-1. Durant toute la période, il continue à travailler sur des appareils militaires.